# 美容师与野兽
《美容师与野兽》（英語：The Beautician and the Beast）是肯·卡皮斯执导的1997年美国浪漫喜剧片，法蘭·卓雪饰演纽约美容师，被人误以为是科学教师后获聘前往东欧某虚构国家，教导该国独裁领导人（蒂莫西·道尔顿饰）的四名子女。电影主题是文化差异，从《美女与野兽》、《國王與我》、《贝隆夫人》和《音乐之声》等作品汲取灵感。影片由卓雪创办的高中甜心影业和派拉蒙影業联合制作，是她首次主演电影。
托德·格拉夫因熟悉女主角的幽默风格获选编写剧本，卓雪将项目作为从电视进军影坛的跳板。影片在加利福尼亚州比佛利山灰石豪苑和捷克共和国錫赫羅夫城堡取景，导演向方言教练弗朗西·布朗咨询后创作片中使用的斯洛文泽亚虛構語言。电影配乐由克利夫·艾德曼作曲，伦敦都市管弦乐团演奏。
《美容师与野兽》1997年2月7日上映后普遍评价不佳，评论员批评剧情不适合拍成电影长片，制作情景喜剧倒还勉强过得去，堪称浪漫喜剧类型片的负面典型。卓雪和道尔顿的演出评价不一，卓雪获金酸莓獎最差女主角提名。电影票房惨败，1600万美元成本仅收获约1150万美元票房。

## 剧情
电影以动画镜头开场，王子的吻唤醒公主，但她拒绝他的求爱并逃走。镜头切换到纽约美容学校，美容师乔伊·米勒正在上课，学生意外用烟点燃发胶导致教室起火。乔伊把学生和装在笼子里的小动物转移到安全地点，《紐約郵報》为此以头条报导称赞她是英雄。东欧小国斯洛文泽亚（Slovetzia）外交官艾拉·格鲁申斯基（Ira Grushinsky）看到报上照片后误以为乔伊教导科学，于是请她担任该国独裁者鲍里斯·波琴科（Boris Pochenko）四个孩子的家庭教师。面对外交官的误解，乔伊显然也没搞清状况，以为要教的是发型设计。她起初有些犹豫，压根儿没听过什么“斯洛文泽亚”，但还是接受邀约飞往该国。艾拉见到乔伊后得知对方真实职业，但乔伊说服他暂时保守秘密。
鲍里斯对乔伊第一印象不佳，但她很快就与卡特里娜（Katrina）、卡尔（Karl），玛莎（Masha）和尤里（Yuri）四个孩子打成一片。乔伊告诉他们斯洛文泽亚外面的世界什么样，还帮他们树立自信。她聆听卡特里娜讲述与青年叛党领袖亚历克（Alek）的恋情，鼓励卡尔投身美术梦想。乔伊经常和孩子们的父亲发生冲突，独立自主的她根本不怕他，这让习惯于每个人都怕他的独裁者很烦。乔伊和卡特里娜前去夜總會，这里实际上是叛党的秘密基地。列昂尼德·克莱斯特（Leonid Kleist）总理跟踪两女并抓获亚历克。
与乔伊关系缓和后，鲍里斯向她表示自己已经厌倦被西方国家称为“野兽”，乔伊鼓励他亲近民众、剃掉胡须。参观工厂期间，乔伊发现斯洛文泽亚没有工会，于是鼓励工人罢工。她还安排卡特里娜秘密潜入狱中探视亚历克。总理建议鲍里斯解雇乔伊，但她说服鲍里斯举办聚会招待参加首脑峰会的各国使者，向世界展示他的新形象。鲍里斯同意后让乔伊负责聚会准备，还考虑不顾列昂尼德反对在峰会期间释放亚历克。乔伊在聚会当天向鲍里斯自承只是美容师，根本不是什么科学教师，他对此完全不介意，并感谢她为他和孩子们带来欢乐。
聚会期间，列昂尼德找上乔伊，质问她是否安排卡特里娜到狱中探望亚历克，威胁以叛國罪将她逮捕。鲍里斯决定暂不释放亚历克，乔伊告诉他，卡特里娜和亚历克的幽会的确是她安排，鲍里斯很不高兴，责备她不该插手国家政事，乔伊辞职并返回纽约。总理在接下来几周秘密收拢政府权责，以鲍里斯的名义签署死刑判决。艾拉把列昂尼德篡权之举告知鲍里斯，他马上以叛国罪逮捕总理并剥夺职务。鲍里斯赶到纽约找到乔伊，自承已经释放亚历克并同意在国内自由选举，然后向她示爱，两人拥吻。

## 演员
演员表选自爛番茄网站：
- 法蘭·卓雪饰乔伊·米勒
- 蒂莫西·道尔顿饰鲍里斯·波琴科
- 伊恩·麦克尼奇（Ian McNeice）饰艾拉·格鲁申斯基
- 帕特里克·麦拉海德（Patrick Malahide）饰列昂尼德·克莱斯特
- 莉萨·雅克布（Lisa Jakub）饰卡特里娜·波琴科
- 迈克尔·勒纳（Michael Lerner）饰杰瑞·米勒（Jerry Miller）
- 亚当·拉沃格纳（Adam LaVorgna）饰卡尔·波琴科
- 菲利斯·纽曼（Phyllis Newman）饰朱迪·米勒（Judy Miller）
- 希瑟·德洛奇（Heather DeLoach）饰玛莎·波琴科
- 凯尔·威尔克森（Kyle Wilkerson）和泰勒·威尔克森（Tyler Wilkerson）饰尤里·波琴科
- 蒂莫斯·道灵（Timothy Dowling）饰亚历克
- 迈克尔·伊梅尔（Michael Immel）饰剧务
- 托尼亚·瓦茨（Tonya Watts）饰模特儿
- 塔玛拉·梅洛（Tamara Mello）饰孔苏埃拉（Consuela）
- 塞莱斯特·鲁西（Celeste Russi）饰卢佩（Lupe）
- 丹尼尔·埃斯科巴尔（Daniel R. Escobar）饰赫克托（Hector）
- 比利·布朗饰消防员
- 豪尔赫·诺亚（Jorge Noa）饰摄影师
- 卡梅拉·拉帕佐（Carmela Rappazo）饰学生甲
- 克莱德·雷恩（Clyde Wrenn）饰学生乙
- 厄尔·罗尔（Earl Carroll）饰工厂工人
- 文森特·斯卡维利（Vincent Schiavelli）饰狱卒
- 玛丽安妮·穆勒雷尔（Marianne Muellerleile）饰厨师
- 斯帕尔·斯蒂尔曼（R. Sparkle Stillman）饰多丽丝（Doris）
- 埃德蒙·坎布里奇（Edmund Cambridge）饰老人
- 托德·格拉夫（Todd Graff）饰丹尼（Denny）
- 吉恩·克罗诺普洛斯（Gene Chronopoulos）饰仆人
- 大卫·沙克尔福德（David Shackelford）饰厨工
- 迈克·霍顿（Michael Horton）饰童话王子
- 简·詹金斯（Jane Jenkins）饰聚会上的邻居
- 扎登尼克·文赛尔（Zdenek Vencl）饰捷克警卫甲
- 瓦茨拉夫·莱格纳（Vaclav Legner）饰捷克警卫乙
- 莱昂·西尔弗（Leon Silver）饰瓦茨拉夫（Vaclav）
- 斯蒂芬·马库斯（Stephen Marcus）饰伊万（Ivan）
- 马歇尔·西尔弗曼（Marshal Silverman）饰裁缝
- 达娜·贝德娜诺娃（Dana Bednarova）饰斯韦特兰娜（Svetlana）

## 制作

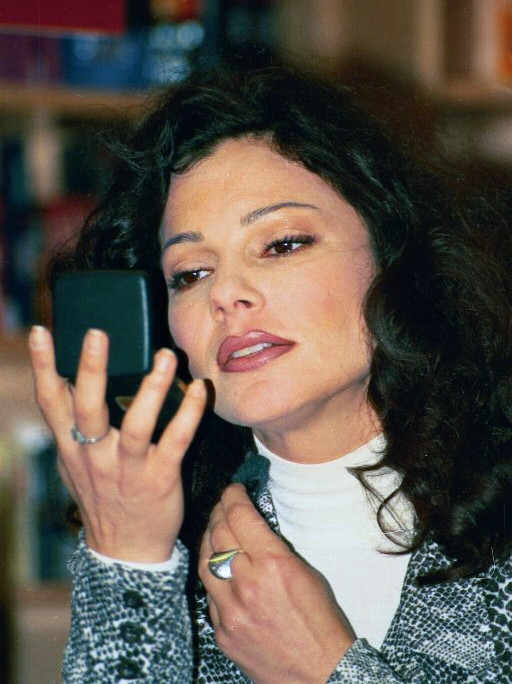
法蘭·卓雪（摄于1996年）开发并主演《美容师与野兽》

《美容师与野兽》源自法蘭·卓雪的构想，自称是向音乐剧《國王與我》致敬。她还是本片的執行製作人，通过旗下高中甜心影业（High School Sweethearts）参与制作。编剧托德·格拉夫对卓雪的提议很感兴趣，两人的幽默感类似，而且他已经“熟悉她的嗓音，知道她最适合哪些台词”，所以卓雪请他编剧。电影制作期间，卓雪的要求就是剧本“完全适合（她）”，开拍后剧本还时有更改。罗杰·伯恩鲍姆（Roger Birnbaum）和彼得·马克·雅各布森（Peter Marc Jacobson）都是本片执行制作人，格拉夫和小霍华德·科奇（Howard W. Koch, Jr.）任制片人。
卓雪因情景喜剧《天才保姆》（1993至1999年）扬名，打算借本片从电视圈进军影坛。此前她在电影中只演过配角，处女作是1977年剧情片《週末夜狂熱》，《美容师与野兽》是她首次主演。为避免观众不习惯她转战大银幕，卓雪以过去的电视演出为蓝本：“这是特殊的战略选择，让观众不会太难接受我出演其他人物。我希望能轻松过渡，避免他们一下难以接受”。导演肯·卡皮斯（Ken Kwapis）表示，卓雪的噪音、表演功底和特殊喜剧视角都会引来许多观众质疑，需要她克服并做好心理准备。在他看来，本片“比漫画还浪漫”，希望在向观众展示她“吵吵嚷嚷而又花里胡哨”的喜剧风格同时，也能表现她脆弱的一面。
蒂莫西·道尔顿参演的消息于1996年7月公布，卓雪起初的设想是请奇雲·格連出演鲍里斯，但档期有冲突。卡皮斯认为道尔顿“魅力十足而且语调很温柔”。笑匠劳拉·豪斯（Laura House）认为，道尔顿在影坛已经颇有名气，选择他出演可以从侧面反映出卓雪的走红程度。《影音俱樂部》的威尔·哈里斯（Will Harris）认为，《美容师与野兽》在道尔顿出演的电影中比较轻松搞笑。道尔顿在2014年接受采访时对参与本片演出颇感愉快，并称赞卓雪善于把握喜剧时机。卓雪自认拍摄期间就像大姐大般罩着道尔顿，不但在喜剧演出上协助他，还确保他有足够多的幽默台词。
电影的取景地点包括：加利福尼亚州比佛利山灰石豪苑（Greystone Mansion）、捷克共和国首都布拉格和錫赫羅夫城堡。其中捷克共和国取景镜头是在1996年秋摄制，卓雪在此期间还从托斯卡纳大区聘请厨师为她做饭。彼得·里昂斯·科利斯特（Peter Lyons Collister）负责摄影，乔恩·鲍尔（Jon Poll）任剪辑师。导演请来方言教练弗朗西·布朗（Francie Brown）协助构建片中使用的斯洛文泽亚虛構語言，其中包含捷克语、俄语和匈牙利语的显著影响。影片的摄制预算为1600万美元，终剪版长107分钟。

## 主题
据法蘭·卓雪透露，本片幽默之处在于把丰富多彩的美国人物与黑暗、压抑的城堡放在一起。影评人伊曼纽尔·利维（Emanuel Levy）称，片中以乔伊与鲍里斯相处指代西方民主与僵化低效共产主义之间的文化冲突，女主角将斯洛文泽亚推入“自由且技术先进的21世纪”。史蒂芬·亨特（Stephen Hunter）在《巴尔的摩太阳报》发文，称乔伊就像自由主义的代言人，是忙碌且八卦现代女人的典型。评论将鲍里斯和约瑟夫·维萨里奥诺维奇·斯大林对比，亨特认为道尔顿诠释的人物从衣着、发型、胡须甚至表情上都让人想到斯大林，所以这种对比很自然，而且人物决定朝民主方向迈进后形象也很快大变，尽显“狂野与疯狂”。
部分影评人将《美容师与野兽》视为童话《美女与野兽》的改编作品，也有文章认为作品受《天才保姆》影响显著。影片和音乐剧《国王与我》、《音乐之声》颇为相似，都聚焦文化和性别差异。佩利媒体中心（Paley Center for Media）研究员巴里·莫努什（Barry Monush）指出，片中乔伊用拉尔夫·劳伦床上用品制作服装的情节明显意指《音乐之声》。利维觉得本片就像“没有歌曲的歌舞片”。还有评论将电影与恩斯特·劉別謙的《妮諾奇嘉》和《街角的商店》对比，音乐专栏作家大卫·赫希（David Hirsch）称《美容师与野兽》配乐类似20世纪40年代电影。卡特里娜与亚历克相恋，就像莎士比亚剧作《罗密欧与朱丽叶》中的朱丽叶和罗密欧，还有评论认为片头的动画场景是恶搞1959年电影《睡美人》。

## 配乐
《美容师与野兽》的配乐由克利夫·艾德曼（Cliff Eidelman）作曲，英国温布利录音室录制，19首曲目由伦敦都市管弦乐团（London Metropolitan Orchestra）演奏。配乐包含俄罗斯古典音乐和圆舞曲元素。艾德曼共创作17首曲目，剩下两首分别是皮埃尔·狄盖特创作的《国际歌》和杰里·格拉夫（Jerry Graff）的《圆舞曲》（"The J Waltz"），其中《国际歌》增加合唱部分。本片预告片的配乐曲约翰·贝尔（John Beal）作曲，但没有收入原声带唱片，后与贝尔的其他预告片配乐发行合輯。
1997年2月11日，米兰唱片（Milan Records）发行《美容师与野兽》的配乐音频CD，之后又在提供。原声带评价不一，赫希称赞其中“迷人的老式浪漫曲调”，网站的杰森·安肯尼（Jason Ankeny）认可艾德曼作曲时不依赖喜剧配乐中烂大街的甜蜜和多愁善感，但批评旋律沉重且没有重心，缺乏浪漫喜剧应该呈现的活泼与热情。
| 曲目     | 曲目             | 曲目          | 曲目  |
| 曲序     | 曲目             | 作曲家        | 时长  |
| -------- | ---------------- | ------------- | ----- |
| 1.       | 前奏             | 克利夫·艾德曼 | 1:12  |
| 2.       | 乔伊飞上云宵     | 克利夫·艾德曼 | 1:19  |
| 3.       | 城堡             | 克利夫·艾德曼 | 1:38  |
| 4.       | 准备聚会         | 克利夫·艾德曼 | 1:41  |
| 5.       | 刀尖上跳舞       | 克利夫·艾德曼 | 1:29  |
| 6.       | 爱上总统         | 克利夫·艾德曼 | 2:35  |
| 7.       | 波琴科接见贫农   | 克利夫·艾德曼 | 2:07  |
| 8.       | 国际歌           | 皮埃尔·狄盖特 | 1:45  |
| 9.       | 克莱斯特敲诈乔伊 | 克利夫·艾德曼 | 2:02  |
| 10.      | 阁下             | 克利夫·艾德曼 | 0:34  |
| 11.      | 灰姑娘自首       | 克利夫·艾德曼 | 1:51  |
| 12.      | 胆小鬼           | 克利夫·艾德曼 | 1:10  |
| 13.      | 宴会厅圆舞曲     | 克利夫·艾德曼 | 1:31  |
| 14.      | J圆舞曲          | 杰里·格拉夫   | 2:44  |
| 15.      | 鲍里斯的自豪演讲 | 克利夫·艾德曼 | 1:10  |
| 16.      | 你这禽兽         | 克利夫·艾德曼 | 2:11  |
| 17.      | 离去             | 克利夫·艾德曼 | 2:20  |
| 18.      | 王子与公主       | 克利夫·艾德曼 | 1:35  |
| 总时长： | 总时长：         | 总时长：      | 30:54 |

## 发行和票房
1997年2月4日，《美容师与野兽》在好莱坞首映。美國電影協會在派拉蒙影业位于洛杉矶的放映室审查后为本片评级PG。1997年2月7日，电影通过派拉蒙影業在1801家剧院全面上映。伊曼纽尔·利维认为本片目标观众是情人节出来约会的人群。
电影上映首周在票房榜排名第三，周末进账408万美元。影片的影院发行总收入只有1148万6880美元。2015年，Box Office Mojo估算电影票价结合通货膨胀后收入2254万8300美元。《美容师与野兽》远未收回成本，属于票房炸弹。卓雪认为电影票房失败主要是因为上映时不巧遇到《星球大战》特别修复版强力竞争。
《美容师与野兽》的录像带发行后于1998年3月21日登上《告示牌》畅销榜第38位。电影的在2003年6月24日发行，其中包含卓雪的评论音轨。此外，本片还在Prime影音提供线上发售，并于2015年4到10月在发行流媒体。2020年运营后同样提供流媒体观看。卓雪在2020年接受采访时称，影片一直在为派拉蒙影业营收，而且已经开始发展续作。她还称，派拉蒙影业总裁雪莉·兰辛透露本片家用视频和电视收视成绩一直很好，足以证明这是能够经受时间考验的作品。

## 专业评价
影评人对《美容师与野兽》普遍评价不佳。罗杰·伊伯特虽然认可女主角的魅力，但觉得观众无法对乔伊产生共鸣，因为“我们根本不觉得她会彷徨、担忧或脆弱”。MTV新闻（MTV News）刊登埃里克·斯尼德（Eric Snider）的文章，批评影片人物发展和缺乏幽默的剧情。《芝加哥論壇報》的吉恩·西斯克（Gene Siskel）认为剧本表现欠佳，恶搞《音乐之声》的情节尽显愚蠢。不过，《电视指南》的梅特兰·麦克唐纳（Maitland McDonagh）和网站的阿诺德·布伦伯格（Arnold T. Blumberg）认为，《美容师与野兽》的观影过程颇为愉快，既不至让人感到冒犯，内容也足够轻松。凯莉·里基（Carrie Rickey）在《費城詢問報》发文，称本片就像风味小吃，把几乎所有童话恶搞个遍，时不时会有很没脸没皮的风趣桥段。
评论员批评电影太像情景喜剧，《纽约时报》刊登斯蒂芬·霍尔顿（Stephen Holden）的文章，称卡皮斯和格拉夫对素材的提炼还不足以支撑长片电影需要。丽莎·施瓦茨鲍姆（Lisa Schwarzbaum）在《娱乐周刊》发文，称本片和同年的《傻瓜跑进来》（Fools Rush In）失败原因类似，故事本身或多或少有些干货不足，但却都很自命不凡。还有评论认为乔伊基本上就是卓雪在《天才保姆》中角色的翻版，堪称浪漫喜剧类型片的负面典型。《圣地亚哥读者报》（San Diego Reader）的邓肯·谢泼德（Duncan Shepherd）批评《美容师与野兽》的剧情不过是将《妮诺契卡》性别倒转，处处显得廉价。常识媒体（Common Sense Media）刊登格蕾丝·蒙哥马利（Grace Montgomery）的评价，称影片是过时的90年代浪漫喜剧，过于依赖陈辞滥调和老套俗見。2015年，“精炼29”（Refinery29）网站的艾琳·唐纳利（Erin Donnelly）将乔伊和鲍里斯列入最缺乏化学反应的30对浪漫喜剧情侣。但劳伦·勒藤（Lauren Le Vine）同年也在该网站发文，声称《美容师与野兽》堪称经典并赞扬男女主角的化学反应。
卓雪的演出评价不一。伊曼纽尔·利维称赞乔伊“随和、风趣而讨喜”，就是40岁的女演员演天真少女有点不妥。利维觉得她的噪音独特，结合犹太人特色举止让人想到范妮·布莱斯（Fanny Brice）和芭芭拉·史翠珊。约翰·彼得拉基斯（John Petrakis）在《芝加哥论坛报》发文，称赞本片有20世纪50年代电影中那种“战后的天真”风味，在他看来，乔伊的形象，特别是“蓬松的波浪发型、浓重的妆粉、花哨的衣装和异乎寻常的嗓音”，让人想起茱蒂·霍利德。《德瑟雷特新闻报》（Deseret News）的杰夫·维奇（Jeff Vice）认为，男女主角让人想到尤·伯連納和狄波拉·嘉，但表现远远不及；埃里克·斯尼德批评卓雪塑造的人物就像地狱版玛丽·波平斯（Mary Poppins），笑起来像猪一样哼哼作响。许多评论对卓雪的噪音不以为然，梅特兰·麦克唐纳觉得她的“鼻音能震碎水晶”，但估计粉丝会喜欢如此演出。卓雪获第18届金酸莓奖最差女主角奖提名，所幸没有获奖。
影评人对道尔顿的表演同样褒贬不一。《华盛顿邮报》刊登丽塔·肯普利（Rita Kempley）的文章，称赞道尔顿的坎普风演出，杰夫·维奇认可他的面部表情及细致入微的变化。史蒂芬·亨特觉得道尔德虽然成功塑造和蔼可亲的人物，但电影整体表现太差，无法让他星途更进一步。约翰·安德森（John Anderson）在《洛杉磯時報》发文，认可男主角的喜剧演出，但感觉所有人物在卓雪旁边都显得僵硬。梅特兰·麦克唐纳批评道尔顿过于严肃，如果不是选他主演，电影可能会更加轻松愉快。《林肯星报》的文章也对道尔顿评价不佳，觉得他皱起眉头就像便秘，所以在片中只适合一直坐着不动。